# 현산초등학교 현산남분교
현산초등학교 현산남분교는 대한민국 전라남도 해남군에 있는 공립 초등학교이다.

## 학교 연혁
- 1939. 07. 05 현산공립국민학교 부설구산간이학교 개교
- 1944. 04. 01 현산남공립국민학교 개칭
- 1950. 04. 01 현산남국민학교 개칭
- 1981. 03. 01 현산남국민학교 병설유치원 개설
- 1993. 03. 01 특수학급 1학급 설치
- 1996. 03. 01 현산남초등학교 개명
- 1998. 08. 06 초등학교 규칙 인가(7학급)
- 2000. 02. 28 특수학급 1학급 폐지
- 2013. 03. 01 특수학급 1학급 설치
- 2014. 02. 18 제65회 졸업(4,677명)
- 2014. 03. 01 제27대 전병남 교장선생님 부임
- 2015. 02. 13 제66회 졸업(4,684명)
- 2024. 03. 01 현산초등학교 현산남분교로 개편